# Concord (Vermont)
Concord és una població dels Estats Units a l'estat de Vermont. Segons el cens del 2000 tenia 1.196 habitants.

## Demografia
Segons el cens del 2000, Concord tenia 1.196 habitants, 467 habitatges, i 318 famílies. La densitat de població era de 9 habitants per km².
Dels 467 habitatges en un 32,5% hi vivien nens de menys de 18 anys, en un 54,2% hi vivien parelles casades, en un 7,3% dones solteres, i en un 31,9% no eren unitats familiars. En el 22,3% dels habitatges hi vivien persones soles el 9,6% de les quals corresponia a persones de 65 anys o més que vivien soles. El nombre mitjà de persones vivint en cada habitatge era de 2,52 i el nombre mitjà de persones que vivien en cada família era de 2,93.
Per edats la població es repartia de la següent manera: un 26,3% tenia menys de 18 anys, un 6,4% entre 18 i 24, un 30% entre 25 i 44, un 24,9% de 45 a 60 i un 12,3% 65 anys o més.
L'edat mediana era de 37 anys. Per cada 100 dones de 18 o més anys hi havia 103 homes.
La renda mediana per habitatge era de 35.357 $ i la renda mediana per família de 38.264 $. Els homes tenien una renda mediana de 28.322 $ mentre que les dones 19.471 $. La renda per capita de la població era de 15.173 $. Entorn del 7,5% de les famílies i l'11,4% de la població estaven per davall del llindar de pobresa.